# 富士 (戦艦)
富士（ふじ）は、日本海軍の戦艦。
富士型戦艦の1番艦。日本海軍が初めて保有した近代的戦艦の1隻。
日本海軍の軍艦で最高厚の舷側装甲を持つ（最高457mm。後の大和型戦艦でも410mm厚）。
日露戦争で活躍したが、世代的には前弩級戦艦であり、旧式化により海防艦へ類別変更。1922年（大正11年）9月1日、軍艦籍より削除され、運送艦になる。間もなく練習特務艦に指定され、以後は練習艦として使用された。浮き校舎として長く使用されていたが、第二次世界大戦末期の1945年（昭和20年）7月18日、横須賀港でアメリカ海軍空母機動部隊の空襲を受け、大破着底した。
艦名は日本の最高峰富士山にちなむ。
艦名としては明治初期の軍艦「富士山」に続いて2代目。3代目は砕氷艦（南極観測船）ふじ。

## 艦歴
富士型戦艦2隻を含む1891年（明治24年）の軍艦建造予算は、第2回帝国議会で否決された。翌年の第3回議会、第4回議会でも否決され、これに対し明治天皇が自らの宮中費を節約する建艦詔勅を出して、ようやく帝国議会を通過した。本艦はイギリス・ロンドンのテームズ社で建造され、1894年（明治27年）8月1日に起工。
1895年（明治28年）8月18日、日本海軍は建造中の甲号甲鉄戦艦（本艦）を「富士」、乙号甲鉄戦艦を「八島」、甲号報知艦を「宮古」と命名する。
1896年（明治29年）3月31日、進水。10月28日、回航事務所を海軍省内に設置。回航委員長は三浦功海軍大佐。回航委員は山本安次郎機関大監、木村壮介軍医大監（のち、海軍軍医総監）、斎藤実少佐、坂本一少佐、岩本耕作少佐、津田三郎少佐、桑原荘吉軍医少監（のち、海軍軍医総監）、但馬惟孝大尉（のち、防護巡洋艦「済遠」艦長となるも戦死）、野間口兼雄大尉、富岡延次郎大機関士、瀬戸菊次郎大機関士、兼常猪三大機関士、鳥山頼二大主計、山田昌壽大主計、加藤寛治少尉、中島資朋少尉（のち、戦艦「山城」艦長）、吉岡範策少尉、斎藤七五郎少尉、吉松稜威麿少機関士、宮川邦基少機関士という陣容だった。10月29日、本籍を佐世保鎮守府と定められる。
1897年（明治30年）6月14日、竣工に先立って領収し軍艦旗を掲げ、常備艦隊に編入、防護巡洋艦「須磨」に代わって常備艦隊旗艦となる。これはスピットヘッドで行われるヴィクトリア女王即位60周年記念観艦式に参加するための処置だった。6月27日、旗艦は富士から戦艦「鎮遠」となった。8月17日に竣工。艦長三浦功海軍大佐の下直ちに日本に回航され、10月31日に横須賀到着。11月1日、警備艦と定められる。12月20日、常備艦隊に編入。
1898年（明治31年）3月21日、日本海軍は海軍軍艦及び水雷艇類別標準を制定し、1万トン以上の戦艦を一等戦艦と定義。本艦を含め該当する4隻が一等戦艦に類別された。
同年11月19日、明治天皇は神戸沖の常備艦隊を天覧、その際に「富士」は天皇の御召艦となる。
1902年（明治35年）4月1日に本籍を呉鎮守府に変更。7月22日、役務を解かれ第一予備艦扱いとなる。
1903年（明治36年）12月28日、常備艦隊が解隊され、戦艦を中心とする第一艦隊と、巡洋艦を基幹とする第二艦隊が設置される。第一・第二艦隊で連合艦隊（司令長官：東郷平八郎海軍中将）を編成した。富士型戦艦2隻は敷島型戦艦4隻と共に、第一艦隊隷下の第一戦隊に配属される。
日露戦争では主力戦艦として、旅順口攻撃、旅順港閉塞作戦（八島と初瀬の喪失）、黄海海戦、日本海海戦と主な作戦に参加した。
1904年7月24、「富士」と「三笠」の艦載水雷艇は大河湾のロシア駆逐艦を雷撃した。「富士」艇の発射した魚雷は1本が「バエヴォーイ」に命中した。
12月15日、「富士」の艦載水雷艇はロシア戦艦「セヴァストーポリ」襲撃に参加した。
1911年（明治44年）10月中旬、明治天皇皇太子（大正天皇）が岐阜県・愛知県・広島県に行啓することになった。10月20日、皇太子は宮島で富士に乗艦した。21日、日向・土佐間の洋上で第一艦隊・第二艦隊・水雷戦隊の演習がおこなわれる。翌日、御召艦は佐伯湾に入港。23日、皇太子は佐伯湾大入島に上陸した。富士に帰艦後、戦艦朝日艦長伏見宮博恭王大佐と会食した。
24日夕刻、富士は広島湾に到着。翌25日、第一艦隊の射撃演習を見学したあと、神戸へ移動する。同26日午後、神戸港に到着。27日、皇太子は富士を退艦して帰京した。
1912年（大正元年）8月28日、日本海軍は艦艇類別等級表を改訂する。富士を含め6隻が海防艦（一等）に類別された。
1922年（大正11年）7月、富士は廃棄戦艦加賀（加賀型戦艦）を神戸から横須賀まで曳航、続いて8月には廃棄戦艦土佐（加賀型戦艦）を長崎から呉へ曳航した。
9月1日、「富士」と「石見」は軍艦籍より除かれた。「富士」は艦艇類別等級より削除され、特務艦に類別、運送艦と定められる。
同年12月1日、日本海軍は練習特務艦の類別を新設し、「富士」は運送艦から練習特務艦に類別変更された。
ワシントン軍縮条約に基づき兵装、装甲を撤去、運用術練習艦となる。1923年（大正12年）の関東大震災では救護活動に参加。
1926年（大正15年）より横須賀吉倉海岸に繋留、定繋練習艦となった。1934年（昭和9年）に海軍航海学校が創設されると、航海学校保管艦として艦上に居住区施設や講堂を増設、浮き校舎となった。1939年（昭和14年）、海軍航海学校が海軍砲術学校の傍に移転すると、繋留地を変更した。その後、1945年（昭和20年）7月18日になり第38任務部隊が敢行した横須賀空襲に遭遇する。「富士」は炎上し、大破着底した。太平洋戦争終結後、解体された。

## 年表

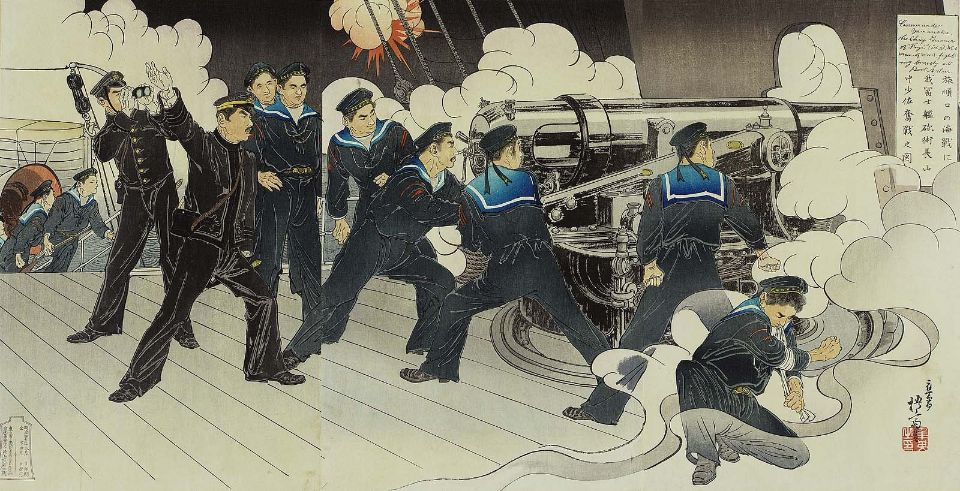
旅順口の海戰に我冨士艦砲術長山中少佐奮戰の図, 右田年英画

- 1894年8月1日 イギリス、テームズ鉄工所で起工
- 1896年3月31日 進水
- 1897年6月14日 ヴィクトリア女王即位60周年記念の観艦式に参加
- 1897年8月17日 竣工
- 1897年10月31日 横須賀に到着
- 1898年3月21日 一等戦艦に類別
- 1898年11月19日 常備艦隊親閲で御召艦となる
- 1902年8月26日 関門海峡を富士型戦艦として初通航
- 1904年 第1艦隊第1戦隊の3番艦として日露戦争に参加
  - 2月9日から 旅順口攻撃、旅順港閉塞作戦に参加
  - 8月10日 黄海海戦に参加
- 1905年5月27日、28日 日本海海戦に参加
- 1912年8月28日 一等海防艦に類別変更[9]
- 1913年 運用術練習艦に指定
- 1922年9月1日 軍艦籍より除籍[11]。特務艦に編入、運送艦に類別[12]
- 1922年12月1日 練習特務艦に類別変更[13]
- 1926年 吉倉海岸に定繋
- 1934年 推進器を撤去
- 1939年 勝力岬付近へ移動
- 1945年7月18日 被爆、着底
- 1945年11月30日 除籍
- 1948年5月1日 - 8月15日 浦賀船渠で解体

## 艦長
※『日本海軍史』第9巻・第10巻の「将官履歴」及び『官報』に基づく。
| 代 | 氏名       | 在任期間                        | 備考                              |
| -- | ---------- | ------------------------------- | --------------------------------- |
| 0  | 三浦功     | 1896年2月20日 - 1896年11月21日  | 回航委員長、1896年3月25日英国出張 |
| 1  | 三浦功     | 1896年11月21日 - 1898年1月22日  | 1897年10月31日英国より帰着        |
| 2  | 鹿野勇之進 | 1898年1月22日 - 1899年3月22日   |                                   |
| 3  | 舟木錬太郎 | 1899年3月22日 - 1899年6月17日   |                                   |
| 4  | 世良田亮   | 1899年6月17日 - 1900年5月15日   |                                   |
|    | 欠員       | 1900年5月16日 - 1900年6月17日   |                                   |
| 5  | 上村正之丞 | 1900年6月18日 - 1900年12月6日   |                                   |
| 6  | 舟木錬太郎 | 1900年12月6日 - 1901年10月1日   |                                   |
| 7  | 新島一郎   | 1901年10月1日 - 1902年3月12日   |                                   |
| 8  | 井上敏夫   | 1902年3月12日 - 1903年9月26日   |                                   |
| 9  | 松本和     | 1903年9月26日 - 1905年11月2日   |                                   |
| 10 | 坂本一     | 1905年11月2日 - 12月12日        |                                   |
| 11 | 毛利一兵衛 | 1905年12月12日 - 1906年11月22日 |                                   |
|    | 欠員       | 1906年11月23日 - 1907年2月6日   |                                   |
| 12 | 大城源三郎 | 1907年2月7日 - 10月21日         |                                   |
| 13 | 広瀬勝比古 | 1907年10月21日 - 1908年9月15日  |                                   |
| 14 | 財部彪     | 1908年9月15日 - 12月10日        |                                   |
| 15 | 西山実親   | 1908年12月10日 - 1909年1月25日  |                                   |
| 16 | 石橋甫     | 1909年1月25日 - 4月1日          |                                   |
|    | 欠員       | 1909年4月2日 - 5月21日          |                                   |
| 17 | 藤本秀四郎 | 1909年5月22日 - 12月1日         |                                   |
| 18 | 山田猶之助 | 1909年12月1日 - 1911年1月16日   |                                   |
| 19 | 大沢喜七郎 | 1911年1月16日 - 1911年12月1日   |                                   |
| 20 | 高島万太郎 | 1911年12月1日 - 1913年3月7日    |                                   |
| 21 | 原静吾     | 1913年3月7日 - 1914年4月17日    |                                   |
| 22 | 荒西鏡次郎 | 1914年4月17日 - 1916年12月1日   |                                   |
| 23 | 島内桓太   | 1916年12月1日 - 1917年5月8日    |                                   |
| 24 | 村上鋠吉   | 1917年5月8日 - 1918年12月1日    |                                   |
| 25 | 山口伝一   | 1918年12月1日 - 1922年9月1日    |                                   |

| 代 | 氏名               | 在任期間                       | 備考           |
| -- | ------------------ | ------------------------------ | -------------- |
| 1  | （兼）河合退蔵     | 1922年9月1日 - 1922年12月1日   | 本職・八雲艦長 |
| 2  | 河合退蔵           | 1922年12月1日 - 1923年12月1日  |                |
| 3  | 小副川敬治         | 1923年12月1日 - 1925年8月22日  |                |
| 4  | 太田質平           | 1925年8月22日 - 1925年12月1日  |                |
| 5  | （兼）太田質平     | 1925年12月1日 - 1926年12月1日  | 本職・春日艦長 |
| 6  | 井上肇治           | 1926年12月1日 - 1927年11月15日 |                |
| 7  | （兼）太田質平     | 1927年11月15日 - 1929年2月8日  | 本職・春日艦長 |
| 8  | （兼）小野弥一     | 1929年2月8日 - 1931年12月1日   | 本職・春日艦長 |
| 9  | （兼）大田垣富三郎 | 1931年12月1日 - 1932年6月10日  | 本職・春日艦長 |
| 10 | 坂部省三           | 1932年6月10日 - 1934年4月1日   |                |